# Köhlerstraße 5/6 und 8/9 (Berlin-Lichterfelde)

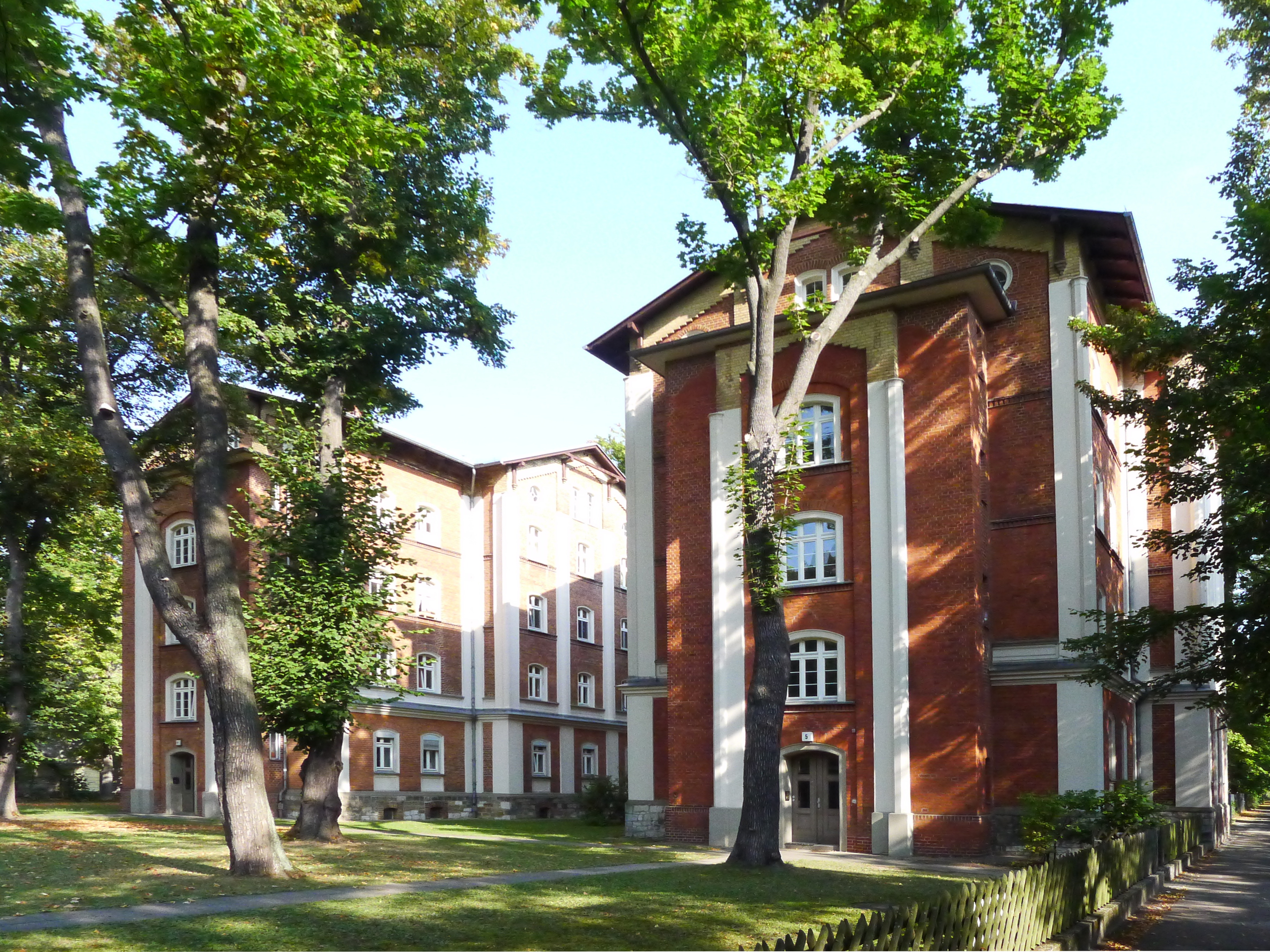
Zwei der denkmalgeschützten Gebäude (Köhlerstraße 5/6)

Die Anlage Köhlerstraße 5/6 und 8/9 ist eine denkmalgeschützte Anlage in der Köhlerstraße im Berliner Ortsteil Berlin-Lichterfelde. Die Anlage steht unter der Objektdokumentnummer 09065924 in der Denkmaldatenbank des Landes Berlin.

## Geschichte
Im Jahr 1865 erwarb der Unternehmer Johann Anton Wilhelm von Carstenn die bei Berlin gelegenen Güter Lichterfelde und Giesensdorf mit dem Ziel, dort eine Villenkolonie für das gehobene Bürgertum entstehen zu lassen. Die Güter lagen im Einzugsgebiet der Bahnstrecke Berlin–Magdeburg, allerdings existierten dort zuvor keine Bahnhöfe. Die Eisenbahngesellschaft bewilligte den Bau des Bahnhofs Lichterfelde West. Im Gegenzug dafür musste Carstenn der Gesellschaft einige Grundstücke übertragen. Zu diesen Grundstücken gehörte unter anderem ein Grundstück zwischen der Bahnstraße (seit 1916: Köhlerstraße) der Curtiusstraße, der Jägerndorfer Zeile und der Friedrichstraße. Auf dem damals etwa 21.000 Quadratmeter großen Grundstück wurden von 1873 bis 1874 vier Wohngebäude der Bahngesellschaft nach dem Entwurf des Architekten Helling gebaut. Die Häuser gehörten zu den ersten der neu angelegten Villenkolonie und stellten mit ihrer Höhe und ihrem Baustil eher eine Besonderheit dar. Die Häuser waren baugleich und in jedem befanden sich acht Mietwohnungen. Zwischen den Häusern und in unmittelbarer Nähe wurden mehrere Abortgebäude und Stallungen errichtet. Auf den unbebauten Flächen wurde Landwirtschaft betrieben. Zu einer geplanten Erweiterung der Wohnanlagen an der Curtiusstraße, an der Friedrichstraße oder der Jägerndorfer Zeile kam es nicht. In den 1960er Jahren wurden die Stallungen und Abortgebäude abgerissen und gegen Garagen ersetzt. Später wurden große Teile des Grundstücks verkauft. Auf den Grundstücken an der Friedrichstraße und der Jägerndorfer Zeile wurden Wohnhäuser errichtet. An der Curtiusstraße befand sich zuerst eine Gärtnerei, bis in den 1990er Jahren auf einem 13.000 Quadratmeter großen Grundstück die Athene-Grundschule errichtet wurde.

## Architektur und Gelände

### Gelände
Die heutige Größe des Grundstücks an der Köhlerstraße beträgt rund 5.000 Quadratmeter. Es grenzt im Norden an das Grundstück der benachbarten Athene-Grundschule, im Osten an die Köhlerstraße, im Süden an die Friedrichstraße und im Westen zur einen Hälfte an ein Grundstück mit Neubauten und zur anderen Hälfte an das Kinderhaus Athene. Auf dem rechteckigen Grundstück befinden sich jeweils in den vier Ecken eines der ehemaligen Bahnerhäuser. In der Mitte befindet sich eine Garage.

### Gebäude
Die vier Gebäude sind baugleich und besitzen eine Fassade aus Backstein. In jedem der Häuser befanden sich ursprünglich acht Wohnungen auf vier Etagen. Das machte eine Gesamtanzahl von 32 Wohnungen.